# 紫黑新雀鯛
紫黑新雀鯛（學名：Neopomacentrus aquadulcis），是輻鰭魚綱鱸形目雀鯛科新雀鯛屬的其中一種，被IUCN列為瀕危保育類動物，分布於中西太平洋巴布亞紐幾內亞海域，深度1至3公尺，體長可達6.5公分，棲息在淡鹹水交會的河口，成小群活動，以浮游生物為食，繁殖期時成對出現，雄魚會守護卵直到孵化，生活習性不明。